# Taitō (tỉnh)

Tỉnh Taitō

Tỉnh Taitō (tiếng Nhật: 臺東廳; Taitō-chō; Hán-Việt: Đài Đông sảnh) là một đơn vị hành chính ở Đài Loan được Nhật Bản thành lập vào năm 1897 trong thời kỳ Đài Loan thuộc Nhật. Tỉnh này bao trùm địa phận hiện tại của huyện Đài Đông.

## Dân số
Thống kê dân số thường trú tại tỉnh Taitō vào năm 1941:
| Tổng dân số                                     | 93.138 |
| ----------------------------------------------- | ------ |
| Người Nhật                                      | 7.078  |
| Người Đài Loan                                  | 85.068 |
| Người Triều Tiên                                | 35     |
| Người México                                    | 1      |
| Điều tra dân số năm 1941 (năm Chiêu Hòa thứ 16) |        |

## Phân cấp hành chính

### Thành phố và quận
Năm 1945 (năm Chiêu Hòa thứ 20), có 3 quận.
| Quận (郡 gun) | Quận (郡 gun) | Quận (郡 gun) |
| Tên           | Kanji         | Kana          |
| ------------- | ------------- | ------------- |
| Quận Taitō    | 臺東郡        | たいとうぐん  |
| Quận Kanzan   | 關山郡        | かんざんぐん  |
| Quận Shinkō   | 新港郡        | しんこうぐん  |

### Thị xã và làng
Quận được chia thành thị xã (街, nhai) và làng (庄, trang):
| Quận          | Tên           | Kanji    | Ghi chú                                                          |
| ------------- | ------------- | -------- | ---------------------------------------------------------------- |
| Taitō 臺東郡  | Thị xã Taitō  | 臺東街   | Thành phố Đài Đông và phần phía đông của Ti Nam ngày nay         |
| Taitō 臺東郡  | Làng Tamari   | 太麻里庄 | Thái Ma Lí ngày nay                                              |
| Taitō 臺東郡  | Làng Daibu    | 大武庄   | Đại Vũ, Đài Đông ngày nay                                        |
| Taitō 臺東郡  | Làng Kashōtō  | 火燒島庄 | Lục Đảo ngày nay                                                 |
| Taitō 臺東郡  | Khu bản địa   | 蕃地     | Kim Phong, Lan Tự, Đạt Nhân và phần phía tây của Ti Nam ngày nay |
| Taitō 臺東郡  | Pinan         | 卑南庄   | Bãi bỏ năm 1944, nhập vào thị xã Taitō.                          |
| Kanzan 關山郡 | Thị xã Kanzan | 關山街   | Quan Sơn, Đài Đông ngày nay                                      |
| Kanzan 關山郡 | Làng Ikegami  | 池上庄   | Trì Thượng ngày nay                                              |
| Kanzan 關山郡 | Làng Shikano  | 鹿野庄   | Lộc Dã ngày nay                                                  |
| Kanzan 關山郡 | Khu bản địa   | 蕃地     | Diên Bình, Đài Đông và Hải Đoan ngày nay                         |
| Shinkō 新港郡 | Thị xã Shinkō | 新港街   | Thành Công, Đài Đông ngày nay                                    |
| Shinkō 新港郡 | Làng Nagahama | 長濱庄   | Trường Tân ngày nay                                              |
| Shinkō 新港郡 | Làng Toran    | 都蘭庄   | Đông Hà, Đài Đông ngày nay                                       |